# Алгоритм имитации отжига
Алгори́тм имита́ции о́тжига (англ. Simulated annealing) — общий алгоритмический метод решения задачи глобальной оптимизации, особенно дискретной и комбинаторной оптимизации. Один из примеров методов Монте-Карло.

## Общее описание

Поиск глобального максимума методом имитации отжига. Стандартные градиентные методы (методы спуска) в данном случае неприменимы, поскольку имеется множество локальных максимумов. Со временем температура уменьшается.

Алгоритм основывается на имитации физического процесса, который происходит при кристаллизации вещества, в том числе при отжиге металлов. Предполагается, что атомы вещества уже почти выстроены в кристаллическую решётку, но ещё допустимы переходы отдельных атомов из одной ячейки в другую. Активность атомов тем больше, чем выше температура, которую постепенно понижают, что приводит к тому, что вероятность переходов в состояния с большей энергией уменьшается. Устойчивая кристаллическая решётка соответствует минимуму энергии атомов, поэтому атом либо переходит в состояние с меньшим уровнем энергии, либо остаётся на месте. (Этот алгоритм также называется алгоритмом Н. Метрополиса, по имени его автора).
Моделирование похожего процесса используется для решения задачи глобальной оптимизации, состоящей в нахождении такой точки или множества точек, на которых достигается минимум некоторой целевой функции {\displaystyle F(x)} ("энергия системы"), где {\displaystyle {x}\in X} ({\displaystyle {x}} — "состояние системы", {\displaystyle X} — множество всех состояний). 
Алгоритм поиска минимума методом имитации отжига предполагает свободное задание:
- {\displaystyle {x_{0}}\in X} — начального состояния системы;
- оператора {\displaystyle A({x},i):X\times \mathbb {N} \to X}, случайно генерирующего новое состояние системы после i-ого шага с учётом текущего состояния {\displaystyle {x}} (этот оператор, с одной стороны, должен обеспечивать достаточно свободное случайное блуждание по пространству {\displaystyle X}, а с другой — работать в некоторой степени целенаправленно, обеспечивая быстроту поиска);
- {\displaystyle T_{i}>0} — убывающей к нулю положительной последовательности, которая задаёт аналог понижающейся температуры в кристалле. Скорость остывания (закон убывания) также может задаваться (и варьироваться) произвольно, что придаёт алгоритму значительной гибкости.

Алгоритм генерирует процесс случайного блуждания по пространству состояний {\displaystyle X}.
Решение ищется последовательным вычислением точек {\displaystyle {x_{0}},\;{x_{1}},\;{x_{2}},\;\ldots ,\;} пространства {\displaystyle X}; каждая точка, начиная с {\displaystyle {x_{1}}}, «претендует» на то, чтобы лучше предыдущих приближать решение. На каждом шаге алгоритм (который описан ниже) вычисляет новую точку и понижает значение величины (изначально положительной), понимаемой как «температура». 
Последовательность этих точек (состояний) получается следующим образом. К точке {\displaystyle {x_{i}}} применяется оператор {\displaystyle A}, в результате чего получается точка-кандидат {\displaystyle {x_{i}^{*}}=A(x_{i},i)}, для которой вычисляется соответствующее изменение "энергии" {\displaystyle \Delta F_{i}=F({x_{i}^{*}})-F({x_{i}})}. Если энергия понижается ({\displaystyle \Delta F_{i}\leq 0}), осуществляется переход системы в новое состояние: {\displaystyle {x_{i+1}}={x_{i}^{*}}}. Если энергия повышается ({\displaystyle \Delta F_{i}>0}), переход в новое состояние может осуществиться лишь с некоторой вероятностью, зависящей от величины повышения энергии и текущей температуры, в соответствии с законом распределения Гиббса:
{\displaystyle P({x_{i}^{*}}\to {x_{i+1}}\mid {x_{i}})=\exp(-\Delta F_{i}/{T_{i}})}
Если переход не произошёл, состояние системы остаётся прежним: {\displaystyle {x_{i+1}}={x_{i}}}.
Алгоритм останавливается по достижении точки, которая оказывается при температуре ноль.
Алгоритм имитации отжига похож на градиентный спуск, но за счёт случайности выбора промежуточной точки и возможности выбираться из локальных минимумов должен реже застревать в локальных, но не глобальных минимумах, чем градиентный спуск. Алгоритм имитации отжига не гарантирует нахождения минимума функции, однако при правильной настройке генерации случайной точки в пространстве {\displaystyle X}, как правило, происходит улучшение начального приближения.

## Применение
- Обучение нейронных сетей
- Решение комбинаторных задач, например, задачи о расстановке ферзей
- Решение задачи коммивояжера[1]